# Koko (imperador)
Imperador Koko (光孝天皇, Koko-tennō, 830 — 887) foi o 58º Imperador do Japão, na lista tradicional de sucessão.

## Vida
Foi o terceiro filho do Imperador Ninmyō. Sua mãe foi Fujiwara no Sawako. Antes da sua ascensão ao trono, seu nome era Tokiyasu. Reinou de 884 a 887.
O Príncipe Imperial Tokiyatsu assumiu o trono aos 54 anos de idade, após o Imperador Yozei ser deposto em 884. O Kanpaku Fujiwara no Mototsune influenciou decisivamente o príncipe, já que nesta época era governador da Província de Hitachi e  Chefe do Cerimonial (治部, Jibu-kyo) na Corte. Segundo o  Jinnō Shōtōki, Mototsune acertou a sucessão ao trono com uma visita a Tokiyatsu onde lhe delegou as funções de príncipe soberano, sendo-lhe entregue as Relíquias Sagradas . O príncipe aceitou o compromisso e assumiu o trono como Imperador Koko. Tokiyatsu decidiu morar na residência imperial na capital; mas, curiosamente, veio vestido como príncipe quando já era nominalmente imperador.
Durante o seu reinado reintroduziu várias cerimônias e rituais na corte imperial, entre eles a viagem imperial de caça com falcões em Serikawa, que foi iniciada pelo Imperador Kammu em 796 , mas que já se faziam 50 anos que não eram praticadas. Além disso com o propósito de sanear as finanças da Casa Imperial subdividiu-a em quatro clãs nobres, o Gempeitōkitsu (源平藤橘, clãs Minamoto (Genji) , Taira (Heiji) , Fujiwara e Tachibana ).
O Imperador Koko também ficou conhecido como O Imperador de Komatsu ou Imperador Komatsu. Escreveu alguns poemas waka e foi incluído na antologia Ogura Hyakunin Unova.
Em 887 , ele morreu aos 57 anos de idade e foi sucedido por seu filho, o Imperador Uda. O Imperador Koko é tradicionalmente venerado em um memorial no santuário xintoísta em Quioto. A Agência da Casa Imperial designa este local como Mausoléu de Koko. E é oficialmente chamado Kaguragaoka no Higashi no misasagi.

## Daijō-kan
- Kanpaku, Fujiwara no Mototsune　(藤原基経). (Shōsen-kō, 昭宣公), 836–891.[4]
- Daijō Daijin, Fujiwara no Mototsune.[4]
- Sadaijin, Minamoto no Tōru　(源融).
- Udaijin, Minamoto no Masaru　(源多).
- Dainagon, Fujiwara no Yoshiyo (藤原良世).
- Dainagon, Fujiwara no Fuyuo (藤原冬緒).